# Столпянский, Пётр Николаевич
Пётр Никола́евич Столпя́нский (1872, Санкт-Петербург — 1938, Ленинград) — российский и советский журналист, историк, краевед, библиограф

.

## Биография
Родился в Санкт-Петербурге 14 мая 1872 года. Отец — Н. П. Столпянский, педагог и составитель азбук.
В юности (с 1887 г.) участвовал в революционных кружках. Учился в Харьковском технологическом (с 1892 года), затем в Санкт-Петербургском технологическом (до 1894 года) институтах (курса не окончил). Работал техником и чертёжником в Глухове, затем помощником машиниста железнодорожного депо на станции Петровск (ныне Махачкала) Владикавказской железной дороги.
Вернулся в Санкт-Петербург в 1896 году, но был выслан и уехал в Смоленск, где начал заниматься журналистской деятельностью, которую с 1900 года продолжил в Санкт-Петербурге, затем в том же году в Екатеринбурге, затем (1900—1903) в Самаре, затем (1903—1906) в Оренбурге. В 1906 году был арестован и год провёл в тюрьме за антиправительственные выступления в газете «Оренбургский листок».
В 1907 году вернулся в Санкт-Петербург. С 1908 года занимался изучением русской истории, затем посвятил себя истории Санкт-Петербурга. С 1912 по 1918 год работал в Русском музее библиотекарем и библиографом. Сотрудничал в журналах «Старые годы», «Русский библиофил», «Зодчий» и др.
После Октябрьской революции работал экскурсоводом, выступал с лекциями, одновременно сотрудничая в газетах. С 1930 года был консультантом Публичной библиотеки. С 1931 года преподавал на курсах экскурсоводов.
Создал картотеку по истории Санкт-Петербурга (порядка полумиллиона карточек), которую в 1930 году передал в Публичную библиотеку. Был председателем общества «Старый Петербург — Новый Ленинград». Автор свыше 200 работ по истории Санкт-Петербурга и его пригородов.
Написал несколько киносценариев.
Умер в Ленинграде 13 декабря 1938 года; похоронен на Литераторских мостках.

## Сочинения
- Старый Петербург. Садоводство и цветоводство в Петербурге в XVIII веке. — СПб., 1913.
- Старый Петербург. Аптекарский, Петровский, Крестовский острова. — Пг., 1916.
- Старый Петербург. Адмиралтейский остров. Сад трудящихся. — Петроград, 1923.
- Старый Петербург. Дворец Труда. — Петроград, 1923.
- Старый Петербург. Петропавловская крепость. — Петроград, 1923.
- Старый Петербург. Музыка и музицирование в старом Петербурге. — Л.: Мысль, 1926.
- Петербург. Как возник, основался и рос Санкт-Питер-Бурх. — Петроград, 1918.
- Вверх по Неве от Санкт-Петербурга до Шлюшина. Путеводитель. — 1922.
- Жизнь и быт Петербургской фабрики за 210 лет ее существования. 1704—1914 гг. — Л., 1925.
- Петергофская перспектива. Исторический очерк. — 1923.
- Город Санкт-Питер-бурх ныне Ленинград: Путеводитель [для рабочих экскурсий]. – [Ленинград]: изд-во Ленинградского Губпрофсовета, 1927. – 215 с.

## Адреса
- 1910—1912 — Бармалеева улица, 31.
- 1930-е — Морской проспект, 7/1.